# Јурта
Јурта је нека врста шатор-дома, који користе номадска племена у Азији. Скелет му је направљен од дрвета, а покривен је теписима од филца. Јурте данас често користе номади у Казахстану, Монголији и Киргизији и кинески Ујгури. Конструкција се састоји од флексибилног склопа под углом или решетке од дрвета или бамбуса за зидове, оквира врата, ребара (стубови, рогови) и точка (круна, компресиони прстен) могуће парно савијеног као кров. Кровна конструкција је понекад самоносећа, али велике јурте могу имати унутрашње стубове који подржавају круну. Ширење врха зида самоносећих јурта спречава се помоћу затезне траке која се супротставља сили кровних ребара. Постављање или скидање јурти траје између 30 минута и 3 сата, а обично их користи између пет и 15 људи. Номадска пољопривреда са јуртама као местима становања била је примарни стил живота у Централној Азији, посебно у Монголији, хиљадама година.

## Историја
Јурте су биле препознатљива карактеристика живота у централној Азији најмање две и по хиљаде година. Први писани опис јурте која се користила као стан забележио је старогрчки историчар Херодот. Он је описао шаторе налик јуртама као место становања Скита, номадске коњичке нације која је живела у северном Црном мору и региону Централне Азије од око 600. п. н. е. до 300. године нове ере.

## Конструкција
Традиционалне јурте се састоје од проширеног дрвеног кружног оквира који носи поклопац од филца. Филц се прави од вуне стада оваца који прати сточаре. Дрво за прављење спољне конструкције не може се наћи у степама без дрвећа, већ се мора набавити трговином у долинама испод.
Оквир се састоји од једног или више проширених решеткастих зидних делова, довратника, савијених кровних стубова и круне. Монголски гер има један или више стубова који подржавају круну и равне кровне стубове. Самоносећи дрвени оквир је обложен комадима филца. У зависности од расположивости, филц се додатно прекрива платном и/или покривачима за сунце. Оквир се држи заједно са једним или више ужади или трака. Конструкцију држи под компресијом тежина покривача, понекад допуњена великом тежином окаченом са центра крова. Они се разликују са различитим величинама и релативном тежином. Пружају велику количину изолације и заштите од спољашње хладноће зими, а лако се мењају како би јурте биле хладне током лета.
Јурта је дизајнирана да се демонтира и да се делови компактно носе на камилама или јаковима да би се поново изградила на другом месту. Комплетна изградња траје око 2 сата.
- Постављање јурте: почевши од зидова и врата
- постављање кровне конструкције
- кровна конструкција на месту са кровним косинама
- постављање танког подпокривача на кровне косине
- постављање спољашњег покривача
- покривач од филца на месту
- Последњи корак: додавање ужади
- Гер постављен на степама код Мандалгова

## Изолација и декорација, симболика
Традиционална изолација и декорација унутар јурте првенствено постоји од вунених филцаних простирки са узорцима. Ови узорци углавном нису по укусу, већ су изведени из светих орнамената са одређеном симболиком. Симболи који представљају снагу су, на пример, кас (свастика) или четири моћне звери (лав, тигар, гаруда и змај), као и стилизовани прикази пет елемената (ватра, вода, земља, метал и дрво), који се сматрају основним, непроменљивим елементима космоса. Такви узорци се обично користе у кући са веровањем да ће донети снагу и пружити заштиту.
Понављајући геометријски обрасци се такође широко користе, попут непрекидног чекића или шетајућег патерна (алкан ки). Обично се користи као украс на ивици, представља бескрајну снагу и стално кретање. Још један уобичајен образац је улзи, симбол дугог живота и среће. Камар угалз (шара носа) и евер угалз (шара рога) потичу од облика носа и рогова животиње и представљају најстарије традиционалне шаре. Све шаре могу се наћи не само међу самим јуртама, већ и на везовима, намештају, књигама, одећи, вратима и другим предметима.
У Киргиској производњи филцаних тепиха најчешћи узорци су ала кијиз и ширдак. Орнаменти представљају добре жеље или благослов креатора кћери која се удаје, деци или унуцима.

### У централној Азији
- Шангирак
- Грб Казахстана
- Застава Киргистана

Шангирак или дрвена круна јурте је сама по себи симболична у многим централноазијским културама. У старим казахстанским заједницама, сама јурта би се често поправљала и обнављала, али је шангирак остајао нетакнут, преносио се са оца на сина након очеве смрти. Дужина породичног наслеђа могла би се мерити акумулацијом мрља на шангираку од деценија дима који је пролазио кроз њега. Стилизована верзија круне налази се у центру грба Казахстана и чини главну слику на застави Киргистана.
Данас се јурта сматра националним симболом међу многим централноазијским групама, и као такве, јурте се могу користити као кафићи (посебно они специјализовани за традиционалну храну), музеји (посебно они који се односе на националну културу) и продавнице сувенира. Прослављајући Маријину годину као културну престоницу туркијског света, влада Туркменистана је изградила структуру у облику јурте, названу Ак Оји (Бела зграда) и описана као „Највећа јурта на свету“, од бетона, гранита, алуминијума и стакла. Основана 27. новембра 2015. године, структура је висока 35 метара и пречника 70 метара. Према туркменистанској државној новинској агенцији, „Бела јурта је симбол вековног, осебујног историјско-културног наслеђа, знак очувања наших корена и порекла“. Ова троспратна структура укључује кафић, канцеларије и ВИП станове, као и велику салу са 3.000 места.

## Позападњачење
Ентузијасти у другим земљама су прилагодили визуелну идеју јурте, округлог, полусталног шатора. Иако се те структуре могу у одређеној мери бити копије од оригинала пронађених у Централној Азији, често имају неке различите карактеристике у свом дизајну како би се прилагодиле различитој клими и употреби.
У Канади и Сједињеним Државама, јурте се често праве од високотехнолошких материјала. Могу бити високо пројектоване и изграђене за екстремне временске услове. Поред тога, постављање може потрајати данима и могуће је да није предвиђено да се често премештају. Такве северноамеричке јурте боље је сматрати деривацијама јурти, јер више нису округле куће од филца које је лако монтирати, демонтирати и транспортовати. Северноамеричке јурте и деривације јурти је пионирски градио Вилијам Копертвејт током 1960-их, након што је био инспирисан да их изгради чланком Национал Географика о посети судије Врховног суда Вилијама О. Дагласа Монголији.
Године 1978, америчка компанија, Пацифик Јуртс, постала је прва која је производила јурте користећи архитектонске тканине и структурално инжењерство, отварајући пут јурте да постану популарне атракције на скијалиштима и камповима. Јурте су такође популарне у северној Канади. Године 1993, Орегон је постао прва држава која је укључила јурте у своје одељење за паркове као објекте за камповање током целе године. Од тада, најмање 17 других америчких држава увело је камповање у јуртама у својим парковима.
У Европи се у неколико земаља производи ближа апроксимација монголској и средњоазијској јурти. Ови шатори користе локално тврдо дрво и често су прилагођени за влажнију климу са стрмијим кровним профилима и водоотпорним платном. У суштини то су јурте, али некима недостаје поклопац од филца и китњасте карактеристике по спољашњости које су присутне у традиционалној јурти. Постоје јурте произведене у Великој Британији које имају метални оквир у употреби у најмање два глампишја места у Сомерсету и Дорсету.
Палоза је традиционална зграда која се налази у Сера дос Анкарес у Галицији (СЗ Шпанија). Палозе имају камене зидове и купасти кров од стабљика ражи.
Различите групе и појединци користе јурте у различите сврхе, од смештаја са пуним радним временом до школских учионица. У неким покрајинским парковима у Канади и државним парковима у неколико америчких држава, сталне јурте су доступне за камповање.

## Хералдика
Јурта се налази на застави Киргизије и грбу Казахстана, где симболишу номадске корјене народа Централне Азије.
- Застава Киргизије
- Грб Казахстана